# Dora Montefiore
Dorothy Frances Barrow Montefiore, née Fuller, dite Dora B Montefiore ou Dora Montefiore (20 décembre 1851 – 21 décembre 1933), est une militante féministe, célèbre pour son engagement pour le droit de vote des femmes. Son parcours politique est atypique, débutant à la quarantaine, et passant au cours de sa vie du féminisme libéral au socialisme, devenant une des plus importantes figures du féminisme socialiste de son temps, rejoignant le mouvement communiste lorsque celui-ci fait scission du socialisme. Elle est également journaliste, poétesse et auteure d'une autobiographie.

## Biographie

### Premières années
Montefiore nait à Kenley Manor, près de Cousldon, dans le Surrey. Elle est la huitième des treize enfants et la cinquième fille de Francis Fuller, ingénieur du rail et entrepreneur, et de sa femme Mary Ann Fuller, née Drew. Tous deux sont des membres de la bonne société britannique. Francis Fuller est l'un des organisateurs de l'Exposition universelle de 1851, dont il est également l'un des initiateurs, puisque c'est lui qui en soumet l'idée au Prince Albert lors d'une réunion de la Société des Arts. Mary-Ann Fuller, elle, est la fille du promoteur immobilier George Drew, qui développa l'entreprise Caterham. Le 18 janvier 1852, elle est baptisée à l'église Saint Nicholas de Tooting Graveney, à Londres. Elle est éduquée à l'école de Mrs Creswell, à Brighton. Dans son autobiographie, elle se décrira enfant comme étant "un garçon manqué", "se sentant différent des autres" à cause de ses cheveux noirs, qu'elle est seule à avoir dans sa famille. Très proche de son père, aux opinions politiques conservatrices, elle devient au sortir de l'école secrétaire de son père, et, ayant un don pour les langues, l'accompagnera dans ses voyages en tant que traductrice.
En 1874, quelque temps après le décès de son père, elle part vivre en Australie, à Sydney, pour y être assistante de la femme de son frère. Après un bref retour en Angleterre, elle revient à Sydney où elle épouse un marchand de confession juive, George Barrow Montefiore, le fils du très puissant Joseph Barrow Montefiore. Le mariage a lieu le 1er février 1881, à l'église anglicane St Mark de Darling Point. Ils vivent à Sydney, dans le quartier de Paddington, où ils ont ensemble deux enfants, une fille née en 1883 et un fils, Gilbert, en 1887.

### Engagement féministe
Le 17 juillet 1889, son mari est déclaré disparu en mer. Elle apprend alors que, en tant que veuve, l'attribution de la garde de ses enfants dépend des volontés testamentaires de son défunt époux. En l'absence de dispositions sur ce sujet de la part son mari, elle est autorisée à garder les enfants. S'étonnant de la possibilité de l'inverse, elle s'entend dire par un homme de loi : « Dans la loi, les enfants n'ont qu'un seul parent, et c'est le père ». C'est à la suite de cet épisode personnel qu'elle commence son engagement pour les droits des femmes.
Lors d'une rencontre avec Sir George Grey, ancien premier ministre de Nouvelle-Zélande, celui-ci l'encourage à s'impliquer politiquement. Elle héberge chez elle, le 29 mars 1881, la première réunion de la Womanhood Suffrage League of New South Wales (« Ligue pour le Suffrage Féminin de Nouvelle-Galles du Sud »), qu'elle fonde avec Eliza Ashton, Maybanke Anderson, Louisa Lawson, Mary Windeyer et Rose Scott, et dont elle sera un temps secrétaire.
En 1892, elle quitte l'Australie et, après plusieurs années passées à Paris pour que ses enfants apprennent le français, elle s'installe en Angleterre pour les études de son fils. En 1898, elle publie un livre de poèmes nommé Singings Through the Dark (« Chansons au travers des Ténèbres »).
Au Royaume-Uni, elle participe activement au mouvement pour le droit de vote des femmes, d'abord au sein du mouvement dit "suffragiste" de la National Union of Women's Suffrage Societies (« Union Nationale des Sociétés Suffragistes Féminines ») de Millicent Fawcett. Membre du Comité Exécutif, elle désespère vite du manque d'efficacité des méthodes suffragistes, qui consistent à tenter de convaincre par la raison les membres du Parlement à les soutenir. Elle y rencontre Elizabeth Wolstenholme Elmy, une vétéran des campagnes pour les droits des femmes, pour qui elle aura beaucoup d'admiration et d'amitié.
Cherchant à établir un rapport de force avec les élus, alors sympathisante du Parti libéral, elle rejoint, sans quitter la NUWSS, l'Union of Practical Suffragists (« Union pour un Suffragisme Appliqué »), un groupe de femmes libérales qui tentent de faire pression sur les élus libéraux en refusant de soutenir la campagne de ceux qui ne se prononcent pas pour le vote des femmes.

### De suffragiste à suffragette
Au contact de femmes de toutes classes sociales et d'horizons politiques différents, ainsi que des révolutionnaires russes en exil, Dora Montefiore évolue politiquement. Prenant conscience de la réalité de certains problèmes sociaux, et définitivement déçue du parti libéral, elle se rapproche des idées socialistes dès 1901. Elle rejoint la Social Democratic Federation (« Fédération Social-Démocrate »), dont elle est élue membre du bureau exécutif en 1903, 1904, 1908 et 1909.
Elle rejoint en 1904 le mouvement des "suffragettes", c'est-à-dire la Women's Social and Political Union (« Union Sociale et Politique des Femmes »), fondée à Manchester par Emmeline et Christabel Pankhurst, plus proche du Independent Labour Party, et dont elle sera une des fondatrices londoniennes. Le mouvement est plus radical que celui de Miss Fawcett, et n'hésite pas à provoquer des scandales en perturbant les réunions politiques pour interpeller les élus et candidats, prémisses d'une mouvement de désobéissance civile de grande ampleur.
En octobre 1906, elle fera partie, avec Charlotte Despard, Adela Pankhurst, Emmeline Pethick-Lawrence, Teresa Billington-Greig, Annie Kenney et Edith How-Martyn, des suffragettes arrêtées à l'entrée de la Chambre des communes après une action de protestation. Accusées d'avoir employé un langage violent et grossier au sein de la Chambre, elles seront condamnées chacune à 10 livres d'amende. Elles refusent toutes de payer l'amende en protestation de la partialité du procès. Face à l'alternative de payer ou d'effectuer deux mois à la prison de Holloway, elles choisissent la prison. L'affaire fera grand-bruit, notamment à cause de leurs conditions de détentions, similaires aux prisonnières de droit commun. En effet, il n'existait pas alors d'équivalent féminin des cellules aménagées pour les prisonniers politiques issus de la bonne société. Au bout de six jours, elle est libérée pour raisons de santé. Dans son autobiographie, elle attribuera son mauvais état de santé au fait au fait de ne pouvoir dormir à cause des cris incessants de l'une de ses codétenues.

### Rupture avec le féminisme "bourgeois"
En 1906, peu de temps après son arrestation à la Chambre des Communes, elle s'éloigne de la Women's Social and Political Union (WSPU). Plusieurs causes expliquent son éloignent du mouvement des suffragettes.
- Dans son autobiographie, elle explique avoir été choquée d'avoir vu des suffragettes résister à la police par la force lors de leur arrestation. "Lorsque nous manifestitions dans des endroits de Londres où nous savions que c'était interdit, nous savions que nous risquions d'être arrêtés, quel intérêt [...] à résister à la police ? Nous savions qu'ils étaient plus forts que nous, et que nous allions finir par nous laisser arrêter. Pourquoi, donc, cette douloureuse résistance physique, qui amène à avoir des vêtements étirés, des cheveux décoiffés, et une perte de dignité personnelle ?[11]"
- Elle y relate également le refus, de la part de Emmeline Pankhurst, de publier les comptes de la WSPU, afin de parer aux attaques de ceux qui accusent les suffragettes d'être financées par les Tories (conservateurs) pour discréditer le gouvernement libéral[11].
- La section de Westminster de la WSPU, dont Dora Montefiore est à la tête, est exclue de la WSPU au motif que la femme du député libéral J.M. Robertson en est secrétaire.
- Politiquement, Dora Montefiore change de point de vue sur le suffrage féminin. En effet, le WSPU milite pour le droit de vote pour les femmes "dans les mêmes conditions que les hommes", ce qui exclut la majorité des femmes, le suffrage étant encore censitaire en Grande-Bretagne. Si, pendant longtemps, Dora Montefiore a défendu, avec le WSPU, le suffrage féminin comme une étape pour un suffrage universel, elle finit par se défier de ce "suffrage limité" et revendique désormais la lutte pour le suffrage de tous les adultes sans étapes intermédiaires. Dora Montefiore rejoint alors l'Adult Suffrage Society (en) (« Société du Suffrage Adulte »).

Pour l'historienne Karen Hunt, l'éloignement de Dora Montefiore vis-à-vis du WSPU, au prix de son amitié avec la suffragette Elizabeth Wolstenholme Elmy, est la conséquence de sa radicalisation progressive sur la question du suffrage adulte. Pour l'historien John S. Partington, c'est l'inverse : sa rupture, pour des raisons personnelles, avec le WSPU, l'a poussé à défendre ardemment des idées contraires à celles qu'elle défendait avec les suffragettes.
Toujours est-il que Dora Montefiore n'est pas la seule à quitter la WSPU : plusieurs anciennes suffragettes, pour des raisons similaires, font sécession et créent la Women's Freedom League (« Ligue pour la Liberté des Femmes »). Parmi elles se trouvent Charlotte Despard, Teresa Billington-Greig et Edith How-Martyn. Cette nouvelle organisation est plus proche du féminisme socialiste, rompant avec le féministe "bourgeois" des suffragettes, accusées de se battre avant tout pour les intérêts des femmes des classes aisées. S'il s'agit d'un mouvement plus radical politiquement, il est néanmoins plus modéré dans les méthodes.

### Résistance fiscale
Tout au long de sa carrière militante, Dora Montefiore a promu la résistance fiscale comme outil de désobéissance civile, particulièrement sur les questions de droit de vote, puisque "la taxation sans la représentation, c'est l'oppression".
Le 8 juin 1897, alors encore libérale, elle appelle les femmes contribuables à la résistance fiscale dans un courrier à l'hebdomadaire Woman’s Signal, citant l'exemple des quakers qui refusaient de payer l'impôt à l'Église d'Angleterre. Pour elle, il s'agit de convaincre les opposants aux votes des femmes par le spectacle de mise aux enchères de bien de femmes tranquilles et respectables, refusant de payer l'impôt faute d'accès à la représentation politique. Elle propose la création d'une ligue suffragiste centrée autour de ce moyen d'action.
Entretemps, Dora Montefiore refusera plusieurs fois, isolément, de payer l'impôt, pendant la seconde guerre des Boers (1899-1902), puis en 1904, mais en échouant à faire médiatiser sa démarche.
En 1906, alors adhérente de la plus radicale Women's Social and Political Union, elle se barricade dans sa maison de Hammersmith pendant six semaines, accrochant à sa maison une banderole rouge disant "Les femmes doivent voter pour les lois auxquelles elles obéissent et les taxes qu'elles doivent payer". Grâce au soutien logistique et médiatique des suffragettes, elle réussit à attirer l'attention de la presse locale et de la presse suffragiste sur le récit du "siège" de son domicile.
En 1909, la Women's Tax Resistance League sera finalement créée au sein de la Women's Freedom League. Bien que Dora Montefiore en sera membre, elle ne réitèrera pas d'actions de la même ampleur que la précédente, ayant depuis 1907 des responsabilités au niveau international.

### L'Internationale des femmes socialistes
Dora Montefiore participe, comme représentante de la Social Democratic Federation et de l'Adult Suffrage Society, à la Première conférence internationale des femmes socialistes à Stuttgart en 1907. Si, en Angleterre, elle fait désormais partie d'une minorité radicale, ses idées sont celles du féminisme socialiste orthodoxe tel que défendu, entre autres, par Clara Zetkin, la présidente allemande de l'Internationale des femmes socialistes (IFS).
Fermement opposée à ce que les femmes socialistes s'allient avec les féministes "bourgeoises", cette dernière permet à Dora Montefiore de devenir secrétaire de la branche britannique du Bureau de l'IFS, c'est-à-dire représentante internationale officielle des femmes socialistes de Grande-Bretagne.
Elle devient alors, pour l'historien John S. Partington, « le plus grand champion de Zetkin en Grande-Bretagne ». Celui-ci rajoute que la manœuvre, consistant à faire représenter les femmes socialistes par quelqu'un à l'opposé de leurs idées, « divisa les féministes socialistes britanniques, et empêcha une représentation honnête des socialistes à l'international ». L'ASS se retrouvera écartée et marginalisée au sein du socialisme britannique, malgré la venue pour les soutenir de Clara Zetkin et de la russe Alexandra Kollontai pour un discours au May Day de 1909.
En 1910, à la deuxième conférence de l'Internationale socialiste des femmes, les femmes socialistes adoptent le combat pour le suffrage adulte sans intermédiaire. Les déléguées de l'ILP et de la WLL quittent la salle pendant le discours de Dora Montefiore, choisie par Clara Zetkin pour parler en leur nom. Elle sera finalement évincée de son poste de représentante internationale la même année et, tombée en disgrâce, quittera l'Angleterre pour l'Australie.

### La disgrâce
En Australie, elle séjourne chez son fils Gilbert. Elle y édite l'International Socialist Review of Australasia pendant la maladie de son propriétaire, Henry Holland, qui débuta en 1911. Elle provoqua la controverse en critiquant fortement, dans ses éditoriaux, l'instauration du service militaire obligatoire pour les jeunes garçons, et se lie d'amitié avec William Arthur Holman.
Elle est présente en Europe en novembre 1912, à la conférence extraordinaire de l'Internationale ouvrière à Bâle, en tant que journaliste pour le Daily Herald et sans mandat politique. Elle y manifeste, entre Clara Zetkin et Rosa Luxemburg, contre la guerre dans les Balkans.
Elle écrit pour le Daily Herald un article très violent envers le dirigeant de l'ILP, Keir Hardie, à la tête de la délégation britannique, qu'elle accuse d'autocratisme. Sur demande du bureau du British Socialist Party (en) (le nouveau nom du SDF), qui accuse dans son article de donner une mauvaise image de l'internationale socialiste, elle se rétracte. Mais sa position au sein du parti étant dès lors intenable, elle démissionne du BSP avec effet immédiat .

### L'opération "Save the Kiddies" à Dublin
Dora Montefiore assiste, en 1913, à la grève générale de Dublin (en). Alors que les enfants de grévistes sont durement touchés par la grève (à la fois par la malnutrition et par les violences policières), elle propose que les enfants de grévistes les plus misérables soient hébergés par des familles plus aisées d'Angleterre. Avec le soutien du Daily Herald, un comité se met en place, dont la trésorière est la comtesse de Warwick.
En moins d'une semaine, grâce à l'aide d'un grand nombre de mouvements socialistes (la WSPU, du BSP (en), de l'ILP, les Clarionettes, des syndicats de travailleurs), elles avaient rassemblé près de trois cents places d'hébergement, ainsi qu'une cinquantaine d'enfants prêts à partir.
Mais, dans le même temps, l'archevêque de Dublin, Mgr William Walsh, favorable à la reprise du travail par les ouvriers, fit diffuser dans la ville une lettre condamnant l'opération dans des termes alarmistes. Au motif que les familles d'adoption anglaises étaient la plupart protestantes, il accuse l'opération de mettre en danger la foi catholique des enfants, et ajoute que les mères de ces enfants n'étaient "plus dignes du titre de mère catholique". À ceux qui rappellent que les enfants en question risquent de mourir de faim s'ils restent à Dublin, il rétorque que l'Église Catholique fournit de l'aide humanitaire (même s'il sera rapporté que celle-ci est refusée aux enfants de grévistes), et que le meilleur moyen pour ces enfants de manger est que leurs parents reprennent le travail.
Dora Montefiore a beau assurer, dans une lettre à l’archevêque, que les enfants auraient les visites régulières d'un prêtre catholique et iraient à la messe tous les dimanches, Mgr Walsh continuera d'accuser publiquement (bien qu'à demi-mots) l'opération d'être un complot protestant contre la foi catholique.
Une véritable panique morale se répand dans la ville. Dès le 22 octobre, des prêtres de la ville ainsi que des membres de l'ordre (catholique) des Hiberniens (en) rassemblent des foules en colère pour patrouiller les gares, les docks et les sorties de la ville pour empêcher par la force le départ des enfants. Dans leurs discours, ils accusent les socialistes d'enlever les enfants, de les déporter, voire de se livrer à du trafic d'esclaves.
Dans les bains publics de Tara Street (en), alors que les dames du comité et leurs parents lavent les enfants en prévision de leur départ, des prêtres surgissent, soutenus par une foule en colère, provoquent des altercations et enlèvent plusieurs enfants, parfois des mains de leurs parents. Le journaliste pacifiste Francis Sheehy-Skeffington (en), aidant un père à faire monter ses enfants dans un train de la gare de Kingsbridge, est attrapé, battu et déshabillé par la foule aux cris de "Tuez-le ! Tuez-le !". À chaque enfant "sauvé", les foules chantent 
Faith of Our Fathers (en) (« La Foi de nos Pères »)".
L'affaire donne lieu à une campagne de diffamation des femmes socialistes, parfois antisémite (Dora Montefiore est la veuve d'un juif), de par la presse dublinoise proche du patronat, qui met en doute les buts humanitaires de l'opération et dénonce un complot contre la morale et la foi catholique. L'auteur catholique G. K. Chesterton écrira I told you so (« Je vous l'avais bien dit »), un essai à charge contre le rôle de Dora Montefiore dans l'affaire, anti-féministe et antisémite, écrivant mystérieusement : "Je veux bien croire que la générosité de Mme Montefiore soit entièrement sincère et sans lien avec la simple "philanthropie" des financiers internationaux. Mais je ne parle pas de ce que je pense, mais de ce qu'on pourrait s'attendre rationnellement à ce que pense la populace de Dublin." La journaliste Rebecca West s'attaquera avec virulence à l'essai de Chesterton dans le The Clarion (en).
Plusieurs personnes, dont Dora Montefiore, sont arrêtées "sur dénonciation" et jugées pour enlèvement d'enfants (les charges furent plus tard abandonnées). Finalement, le plan est abandonné, et le comité d'aide aux enfants de grévistes se contente d'organiser des distributions de nourriture et de vêtements.
Pour l'historienne irlandaise Lucy McDiarmid, l'échec de l'opération repose, entre autres, sur la méconnaissance par Dora Montefiore de l'histoire particulière de l'Irlande, et des antécédents de complots protestants à l'encontre des enfants catholiques. "Énergique, efficace, déterminée, confiante dans ses propres motifs humanitaires, Montefiore ne s'attendait pas à être diabolisée. [...] Montefiore était vraiment d'un autre monde, Dublin était pour elle une terre étrangère, bien qu'elle ne le savait pas.". Signe de cette méconnaissance, à son départ de Dublin, Dora Montefiore fait offrir en cadeau d'amitié à Jim Larkin, alors incarcéré à la prison de Mountjoy, un fauteuil des plus confortables. Elle achète le fauteuil à Clery's, un magasin haut-de-gamme, sans savoir que son propriétaire n'est autre que William Martin Murphy (en), l'homme contre qui les travailleurs font grève depuis si longtemps. Jim Larkin fait retirer la chaise de sa cellule à l'instant même où il en lit l'étiquette.

### Dernières années
Pendant la Première Guerre mondiale, elle rejoint le British Socialist Party, et en 1920, est élue au conseil provisoire de son successeur, le Parti communiste de Grande-Bretagne.
En 1921, son fils Gilbert meurt des séquelles de la guerre. Le gouvernement australien s'oppose au retour de Dora Montefiore, qui est sur la liste des personnes indésirables. Elle ne pourra retourner en Australie qu'après un témoignage en sa faveur de son ami William Holman et de sa promesse écrite de ne pas s'occuper de communisme. Elle rompt bien vite sa promesse, et, l'espionnant, les services de police observent qu'elle établit des contacts avec les membres du mouvement communiste australien, notamment Christian Jollie Smith (en).
Elle représente le Parti communiste d'Australie au cinquième congrès de l'Internationale communiste, à Moscou, en 1924.
Elle publie son autobiographie en 1927, sous le titre From a Victorian to a Modern (« De victorienne à moderne »). Souffrant d'une grave maladie qui lui fait perdre progressivement l'usage de la vue, elle continue de participer aux affaires publiques, continuant à donner des discours publics, à quatre-vingt ans passés, bien qu'étant presque aveugle.
Elle meurt à Hastings le 21 décembre 1933, à l'âge de 82 ans, et est incinérée.

## Description
Elle est décrite, dans sa biographie par Judith Allen, comme étant "de taille moyenne, les yeux gris et le nez aquilin".
«  Dora Montefiore était, peut-être, de ce type de dirigeantes socialistes à l'ancienne que le trotskiste Américain J.P. Cannon aurait dénoncé comme bourgeoises, prospères et dilettantes. Elle était toujours prête à suivre le conseil du médecin de recouvrer la santé par un long voyage en mer, en Afrique du Sud ou n'importe où. Mais elle était solidement engagée et, une fois engagée, est restée au côté des travailleurs, et, à chaque choix crucial, au côté des meilleurs d'entre eux, et ce jusqu'à son vieil âge. Et elle le fut, encore et encore, dans la dureté du combat, malgré les difficultés, la mauvaise santé, ou le danger. Nous avons besoin de telles dilettantes ! »
— Sean Matgamna, Dora B Montefiore: a half-forgotten socialist feminist

## Publications
- [Montefiore 1927] (en) Dora Montefiore, From a Victorian to a Modern, Charlin Lahr, 1927 (lire en ligne)